# 高橋啓 (政治家)
高橋 啓（たかはし けい、1895年（明治28年）2月25日 - 1968年（昭和43年）5月22日）は、日本の政治家。参議院議員（1期）。

## 経歴
宮城県出身。1920年早稲田大学専門部法律科卒。拓北産業社長、宮城県林業会長、日本林業会理事などを歴任する。1947年の第1回参議院議員通常選挙において宮城地方区から民主党公認で立候補して当選。参議院通商産業委員長となる。1950年の参院選で落選。1968年5月22日死去、73歳。死没日をもって勲四等旭日小綬章追贈、従五位に叙される。